# Безруков, Андрей Олегович
Андре́й Оле́гович Безру́ков (род. 30 августа 1960, Канск, Красноярский край, СССР) — советский и российский разведчик, полковник Службы внешней разведки в отставке с 2010 года.
В настоящее время — советник президента «Роснефти», профессор кафедры прикладного анализа международных проблем МГИМО, ведущий политолог, эксперт дискуссионного клуба «Валдай», член Совета по внешней и оборонной политике, член Попечительского совета ДОСААФ РФ, сопредседатель российской общественной организации «Аналитический комитет».

## Биография

### Ранние годы
Родился 30 августа 1960 года в городе Канске Красноярского края. Вскоре после рождения родители переехали в город Кызыл, где прошли его детские годы и где Андрей окончил школу. С 1978 по 1983 год обучался в Томском государственном университете по специальности «история», где и познакомился со своей будущей супругой.

### Разведчик и бизнесмен
Под именем Дональда Ховарда Хитфилда (англ. Donald Howard Heathfield) вместе со своей женой Еленой Вавиловой под именем Трэйси Ли Энн Фоли (англ. Tracey Lee Ann Foley) более 20 лет жил за пределами России, занимаясь нелегальной разведывательной деятельностью. По легенде, Хитфилд был сыном канадского дипломата, на деле скончавшимся в 1962 году в возрасте 7 недель, и окончил школу в Чехии. Один из друзей по Гарварду отметил, что Хитфилд держался в курсе дел своих одноклассников, в число которых входил и президент Мексики Фелипе Кальдерон. Вавилова, согласно своей легенде, родилась в Монреале в 1962 году.
В 1992—1995 годах учился в Йоркском университете в Канаде, который окончил со степенью бакалавра по международной экономике. С 1995 по 1997 год проходил обучение в парижской бизнес-школе Национальной школе мостов и дорог, получив степень магистра международного бизнеса (англ. Master in International Business). С 1999 года проживал в США. В 2000 году окончил Школу управления имени Джона Кеннеди при Гарвардском университете со степенью магистра по государственному и общественному управлению.
С мая 2000 по май 2006 года был партнёром в консалтинговой компании Global Partners Inc., клиентами которой были, в частности, такие известные компании, как Alstom, Boston Scientific, General Electric и T-Mobile. С мая 2006 по декабрь 2010 года руководил другой консалтинговой компанией, Future Map, специализирующейся на правительственных и корпоративных системах стратегического прогнозирования и планирования, имевшей филиалы в Париже и Сингапуре. Безруков состоял в World Future Society, организации, охарактеризованной однажды газетой Boston Herald как «фабрика мысли по новым технологиям, на конференции которой съезжаются ведущие специалисты в области государственного управления». Благодаря этому Хитфилд смог обзавестись многочисленными знакомствами. В частности, он был знаком с бывшим советником по вопросам национальной безопасности вице-президента Альберта Гора Леоном Фуэртом и профессором менеджмента из Университета Джорджа Вашингтона Уильямом Халалом, которые участвовали в конференции World Future Society в 2008 году. Халал охарактеризовал свои отношения с Хитфилдом как тёплые. «Я сталкивался с ним на собраниях в федеральных агентствах, фабриках мысли, и World Future Society. Я не знаю ничего, что могло бы представлять интерес с позиций безопасности. Всё, что я предоставил Дону, было опубликовано и доступно через интернет».
Безруков со своей супругой проживал в Кембридже (Массачусетс). Елена Вавилова к тому времени окончила университет Макгилла и, прежде чем поселиться в США, жила во Франции. Она работала в риелторском агентстве Redfin в Соммервилле (Массачусетс), а также организовывала индивидуальные винные туры во Францию.

### Разоблачение
В числе многих других был выдан предателем и перебежчиком, бывшим полковником Службы внешней разведки Александром Потеевым. В июне 2010 года был арестован в США. 9 июля 2010 года в Вене был вместе с ещё 9 российскими разведчиками-нелегалами обменян на четырёх российских граждан.
О Потееве Безруков говорил следующее:

— Что бы вы ему сказали, если бы встретили?
— Вы знаете, я бы ему ничего не сказал. Незачем. По-моему, ему до конца жизни и так будет достаточно паршиво. Предательство, как язва: если она в тебе есть, она тебя съест. Нельзя сохранить какой-то эмоциональный баланс в жизни, когда понимаешь, что кого-то предал или убил. А его отец был Героем Советского Союза. Он предал не только себя — он убил память своих родителей. Какие бы деньги ему ни платили, я согласен с Владимиром Владимировичем Путиным, который сказал, что его жизни трудно завидовать. Он или сопьётся, или его просто тоска съест: просыпаться каждое утро и помнить о том, что ты сделал. Вы знаете, в ЦРУ и ФБР предательству Потеева очень рады, но к самим предателям отношение, как и везде, мерзкое. <…> Это тот человек, для которого Родина и разведка были второстепенными вещами, а значит, разменной монетой. <…> Моим впечатлением о предателе Потееве было как раз то, что он слаб как профессионал. В разведке оказался случайным человеком, и вот вам результат.

### Возвращение в Россию
После возвращения в Россию Безруков был назначен советником президента НК «Роснефть».
Он также является профессором кафедры прикладного анализа международных проблем МГИМО.
Своё первое интервью после возвращения дал журналу «Русский репортёр» в 2012 году. В 2015 году был гостем программы «Вести в субботу с Сергеем Брилёвым» на телеканале Россия-1. 5 ноября 2016 года, находясь за рубежом, дал интервью по скайпу телеканалу «Россия-1» в преддверии президентских выборов в США, при этом телеведущий Сергей Брилёв отметил, что по просьбе собеседника не может публично назвать государство, из которого вышел на связь полковник Безруков.
В мае 2016 года вместе с супругой Еленой Вавиловой приезжал в Томск, где посетил Томскую торгово-промышленную палату и провёл лекцию об обучении за рубежом в Томском университете. В том же году в соавторстве с А. Сушенцовым издал книгу «Россия и мир в 2020 году. Контуры тревожного будущего».
В мае 2019 года присутствовал на церемонии презентации книги своей супруги Елены Вавиловой «Женщина, которая умеет хранить тайны» (выпущена издательством Эксмо). Презентация книги состоялась в пресс-центре ТАСС.
Безруков — частый гость программы «Формула смысла» и других передач на радиостанции «Вести ФМ» и ток-шоу «60 минут» на телеканале Россия-1. Также является членом Российского сигарного союза и принимает активное участие в его мероприятиях.
В сентябре 2017 года Безруков принял участие в программе «Прогнозы» с телеведущей Вероникой Крашенинниковой на телеканале «Звезда».
А. Безруков занимает пост президента некоммерческой организации «Ассоциация экспорта безопасности», которая осуществляет координацию работы отечественных высокотехнологичных компаний и продвижение их интересов в России и за рубежом. Ассоциация планирует организацию деловых миссий. Одна из них успешно прошла в Индонезии и Таиланде в феврале 2017 года.
В 2017—2018 гг. вёл колонку в газете «Известия».
О жизни Безрукова снят сериал «Русские» (2022).

## Санкции
15 января 2023 года внесён в санкционный список Украины, помимо запрета въезда на Украину, предполагается блокировка активов на территории страны, приостановка выполнения экономических и финансовых обязательств, прекращение культурных обменов и сотрудничества, лишение украинских госнаград.

## Личная жизнь

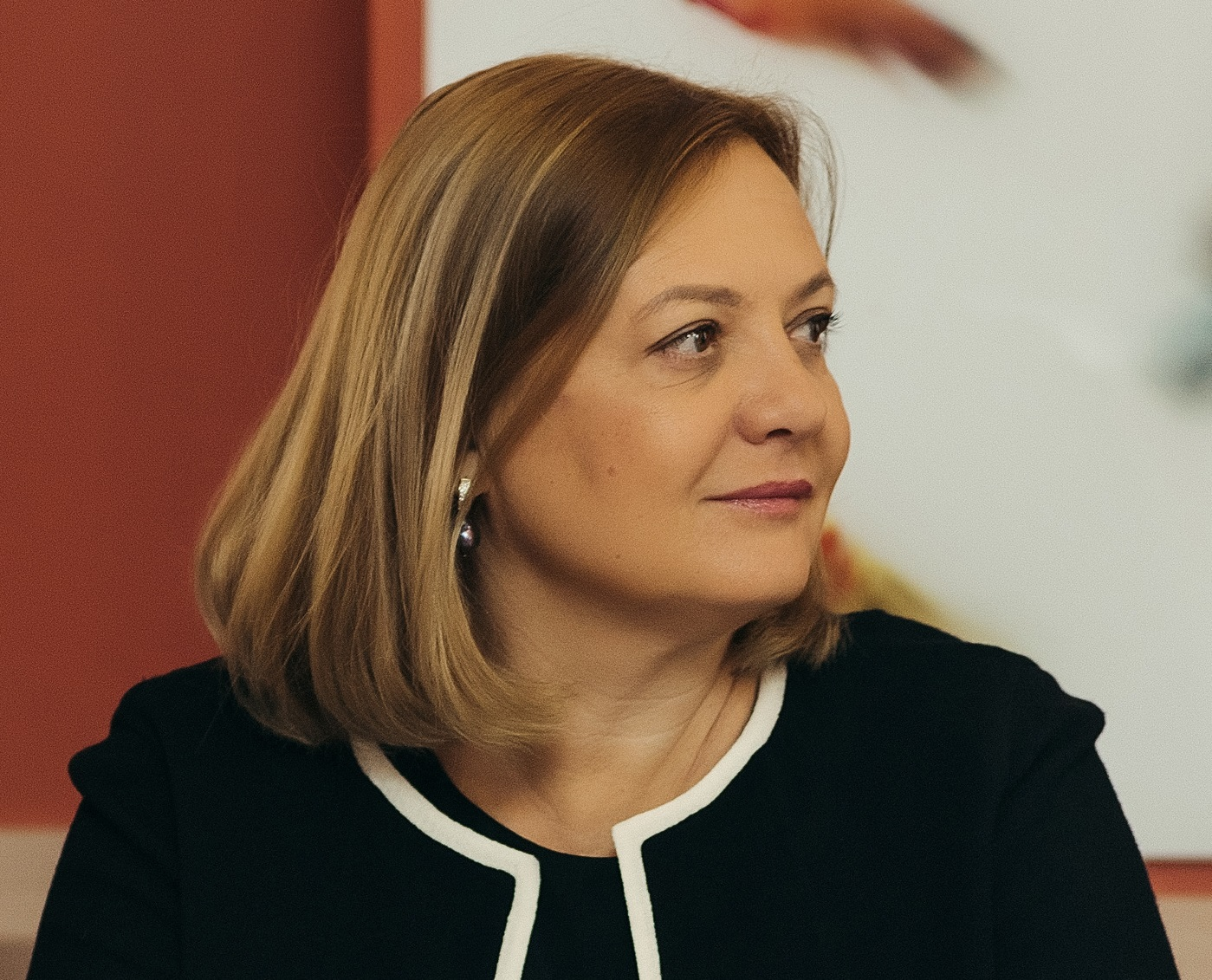
Елена Вавилова (также Tracey Lee Ann Foley)

- Супруга — Елена Вавилова, разведчица-нелегал, полковник Службы внешней разведки в отставке (с 2010 года). В настоящее время работает в ПАО «Норильский никель».
- Дети — Тим (Тимофей) (1990 г.р.) и Алекс (Александр) (1994 г.р.)[25]. Они получили российские паспорта, однако предпринимали попытки вернуть себе канадское гражданство[англ.][26]. 19 декабря 2019 года Верховный суд в Оттаве подтвердил их канадское гражданство[англ.][27].

## Награды
Награждён орденом «За заслуги перед Отечеством» IV степени, орденом Мужества, медалями.